# Diego Ortiz

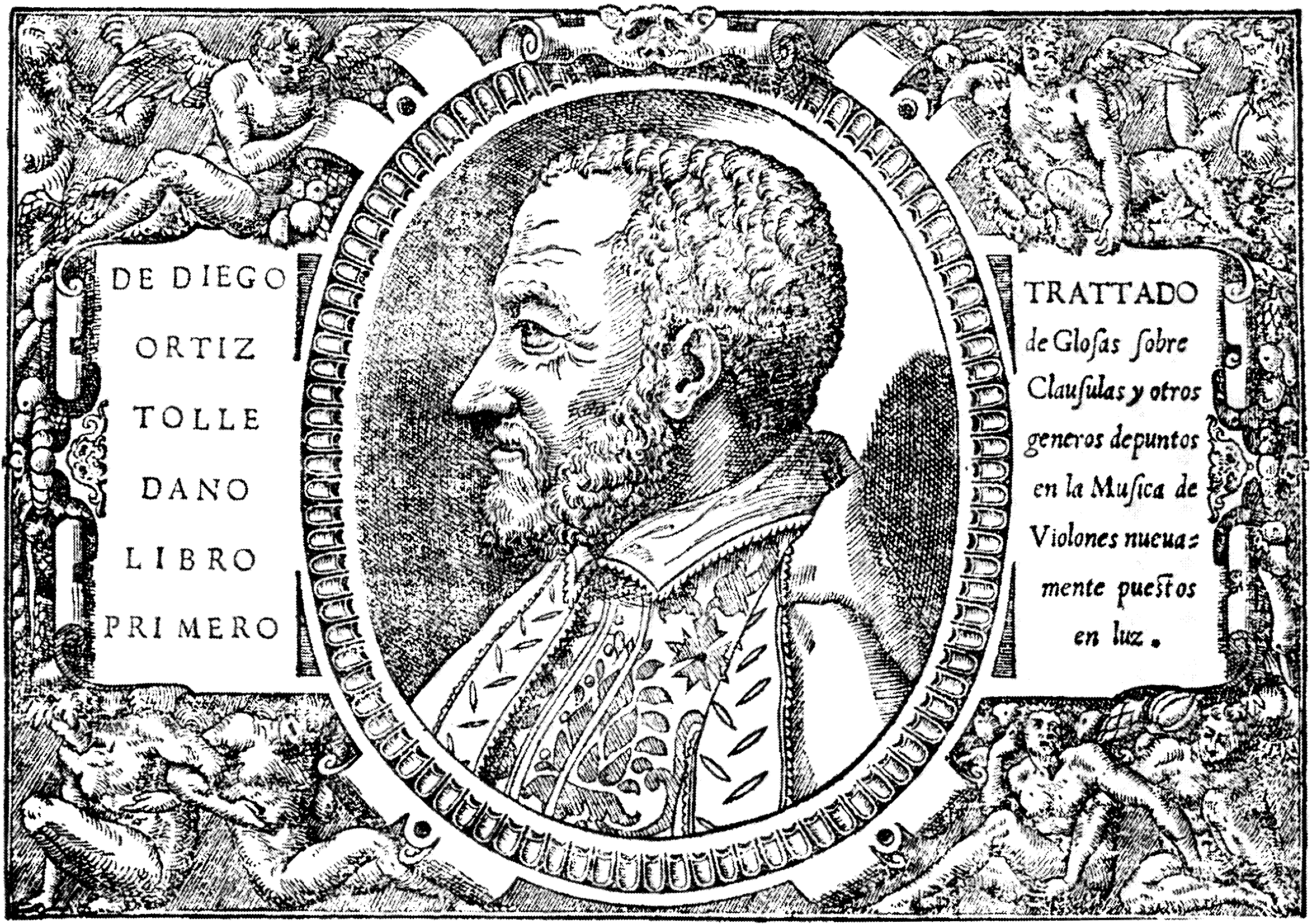
Chân dung của Diego Ortiz từ trang bìa Trattado de Glosas (1553)

Diego Ortiz (khoảng 1510 – khoảng 1570) là một nhà soạn nhạc và là người nghiên cứu âm nhạc người Tây Ban Nha. Ông đã phục vụ cho một phó vương người Tây Ban Nha ở Napoli và sau đó là vua Felipe II của Tây Ban Nha.
Tuy có rất ít thông tin về cuộc sống của Ông, nhưng ông được cho là đã được sinh ra ở thành phố Toledo ở Tây Ban Nha và qua đời ở Napoli thuộc Ý.

## Sự nghiệp
Ortiz đã xuất bản hai cuốn sách nhạc:
- Trattado de Glosas vào năm 1553 và được xem là kiệt tác cho đàn viola da gamba
- Musices liber primus vào năm 1565